# Liste des édifices religieux de Liège
La liste des édifices religieux de Liège, est une liste des lieux de cultes, situées dans la ville de Liège, en Belgique.

## Édifices actuels

### Catholiques
| Nom                                                | Unité pastorale                             | Doyenné           | Année     | Quartier                             | Adresse                       | Géolocalisation                   | Illustration                       |
| -------------------------------------------------- | ------------------------------------------- | ----------------- | --------- | ------------------------------------ | ----------------------------- | --------------------------------- | ---------------------------------- |
| Église Saint-Amand (Liège)                         | Alliance Jupille - Grivegnée-Hauteurs       | Liège-Rive droite |           | Jupille                              | En-Mi-La-Ville, no 23         | 50° 38′ 50,14″ N, 5° 37′ 57,4″ E  | Église Saint-Amand                 |
| Église Saint-André                                 | Désacralisée                                | Désacralisée      | 1772      | Centre                               | Place du Marché, no 27        | 50° 38′ 45,71″ N, 5° 34′ 33,37″ E |                                    |
| Église Saint-Antoine                               | Désacralisée                                | Désacralisée      | 1244      | Féronstrée et Hors-Château           | Rue Hors-Château, no 2        | 50° 38′ 48,11″ N, 5° 34′ 35″ E    |                                    |
| Église Saint-Antoine et Sainte-Catherine           | Saint-Lambert au cœur de Liège              | Liège-Rive gauche | 1691      | Centre                               | En Neuvice, no 54             | 50° 38′ 40,28″ N, 5° 34′ 37,74″ E |                                    |
| Chapelle Saint-Augustin (dite chapelle de Bavière) |                                             |                   | 1895      | Outremeuse                           | Rue des Bonnes-Villes         | 50° 38′ 36,28″ N, 5° 35′ 18,68″ E |                                    |
| Collégiale Saint-Barthélemy                        | Saint-Lambert au cœur de Liège              | Liège-Rive gauche | 1190      | Féronstrée et Hors-Château           | Place Saint-Barthélemy        | 50° 38′ 52,5″ N, 5° 34′ 58,98″ E  |                                    |
| Église Sainte-Bernadette                           | Angleur-Chênée-Vennes                       | Liège-Rive droite |           | Angleur                              | Rue Artus-Bris, no 9          | 50° 36′ 46,79″ N, 5° 35′ 17,54″ E | Église Sainte-Bernadette           |
| Église Saint-Christophe                            | Saint-Lambert au cœur de Liège              | Liège-Rive gauche | 1240      | Saint-Gilles                         | Place Saint-Christophe        | 50° 38′ 24,01″ N, 5° 34′ 00,12″ E |                                    |
| Collégiale Sainte-Croix                            | Saint-Martin                                | Liège-Rive gauche | 1391      | Saint-Laurent                        | Rue Sainte-Croix              | 50° 38′ 43,44″ N, 5° 34′ 11,98″ E |                                    |
| Chapelle Sainte-Croix                              | Saint-Lambert au cœur de Liège              | Liège-Rive gauche | 1862      | Féronstrée et Hors-Château           | Rue Hors-Château, no 49       | 50° 38′ 51,98″ N, 5° 34′ 49,75″ E |                                    |
| Collégiale Saint-Denis                             | Saint-Lambert au cœur de Liège              | Liège-Rive gauche | 1011      | Centre                               | Rue de la Cathédrale, no 64   | 50° 38′ 34,4″ N, 5° 34′ 28,39″ E  |                                    |
| Église Saint-Etienne                               | Visé-Basse-Meuse                            | Basse-Meuse       |           | Wandre                               | Rue de Visé no 820            | 50° 40′ 12,74″ N, 5° 39′ 43,25″ E | Saint-Etienne                      |
| Église Sainte-Foy                                  | Liège-Nord                                  | Liège-Rive gauche | 1869      | Saint-Léonard                        | Rue Saint-Léonard             | 50° 37′ 52,95″ N, 5° 32′ 50,6″ E  |                                    |
| Église Saint-François de Sales                     | Liège-Hauteurs                              | Liège-Rive gauche | 1989      | Laveu                                | Rue Jacob-Makoy, no 34        | 50° 37′ 46,75″ N, 5° 33′ 30,69″ E |                                    |
| Église Saint-Georges                               | Liège-Nord                                  | Liège-Rive gauche |           | Thier-à-Liège                        | Rue Joseph Truffaut           | 50° 39′ 21,57″ N, 5° 36′ 21,37″ E |                                    |
| Église Saint-Gérard                                | Désacralisée                                | Désacralisée      | 1654      | Féronstrée et Hors-Château           | Rue Hors-Château, no 23       | 50° 38′ 50,86″ N, 5° 34′ 44,46″ E |                                    |
| Église Saint-Gilles                                | Liège-Hauteurs                              | Liège-Rive gauche | 1124      | Saint-Gilles                         | Cour Saint-Gilles             | 50° 37′ 52,95″ N, 5° 32′ 50,6″ E  |                                    |
| Église du Grand Séminaire                          | Saint-Lambert au cœur de Liège              | Liège-Rive gauche | 1770      | Quartier latin                       | Rue des Prémontrés, no 40     | 50° 38′ 14,26″ N, 5° 34′ 25,96″ E |                                    |
| Église Saint-Hubert                                | Liège-Hauteurs                              | Liège-Rive gauche | 1960      | Burenville                           | Rue de l'Espérance, no 8      | 50° 38′ 29,03″ N, 5° 32′ 51,21″ E |                                    |
| Église Saint-Hubert                                | Notre-Dame aux portes du Condroz            | Haute-Meuse       |           | Sart-Tilman                          | Rue du Sart Tilman, no 341    | 50° 35′ 28,78″ N, 5° 34′ 15,1″ E  | Saint-Hubert                       |
| Église de l'Immaculée Conception                   | Alliance Jupille - Grivegnée-Hauteurs       | Liège-Rive droite |           | Bois-de-Breux                        | Rue de Herve, no 653          | 50° 37′ 37,52″ N, 5° 37′ 52,94″ E | Église Immaculée Conception        |
| Église Saint-Jacques-le-Mineur                     | Saint-Lambert au cœur de Liège              | Liège-Rive gauche | 1015      | Quartier latin                       | Place Saint-Jacques           | 50° 38′ 13,04″ N, 5° 34′ 12,94″ E |                                    |
| Collégiale Saint-Jean-en-l'isle                    | Saint-Lambert au cœur de Liège              | Liège-Rive gauche | 987       | Quartier latin                       | Place Xavier Neujean          | 50° 38′ 34,94″ N, 5° 34′ 02,4″ E  |                                    |
| Église Saint-Jean-Marie Vianney                    | Angleur-Chênée-Vennes                       | Liège-Rive droite |           | Chênée                               | Rue du Centenaire, no 71      | 50° 37′ 15,84″ N, 5° 37′ 15,98″ E | Église Saint-Jean-Marie Vianney    |
| Église Saint-Joseph                                | Alliance Jupille - Grivegnée-Hauteurs       | Liège-Rive droite |           | Jupille                              | Rue des Pocheteux, no 142     | 50° 38′ 11,41″ N, 5° 37′ 27,24″ E | Église Saint-Joseph                |
| Église Saint-Joseph                                | Les Douze                                   | Ans               |           | Rocourt                              | Chaussée de Tongres, no 345   | 50° 40′ 26,06″ N, 5° 32′ 47,11″ E | Saint-Joseph                       |
| Église Saint-Joseph                                | Alliance Jupille - Grivegnée-Hauteurs       | Liège-Rive droite |           | Grivegnée                            | Rue Belleflamme, no 137       | 50° 37′ 31,9″ N, 5° 36′ 24,09″ E  | Église Saint-Joseph                |
| Église Sainte-Julienne                             | Saint-Martin                                | Liège-Rive gauche | 1969      | Sainte-Walburge (Naimette-Xhovémont) | Rue des Genêts, no 2          | 50° 39′ 13,28″ N, 5° 33′ 23,52″ E |                                    |
| Église Saint-Lambert                               | Angleur-Chênée-Vennes                       | Liège-Rive droite | 1897      | Grivegnée                            | Rue du Beau Mur               | 50° 37′ 46,29″ N, 5° 35′ 23,35″ E |                                    |
| Église Saint-Léon                                  | Les Douze                                   | Ans               |           | Rocourt                              | Rue des Héros, no 34          | 50° 40′ 55,61″ N, 5° 33′ 10,56″ E | Saint-Léon                         |
| Église Saint-Louis                                 | Notre-Dame des Ponts aux rives d'Outremeuse | Liège-Rive droite | 1894      | Longdoz                              | Rue Grétry, no 43             | 50° 37′ 46,29″ N, 5° 35′ 23,35″ E |                                    |
| Église Sainte-Marguerite                           | Saint-Martin                                | Liège-Rive gauche |           | Sainte-Marguerite                    | Rue Sainte-Marguerite         | 50° 38′ 43,94″ N, 5° 33′ 33,35″ E |                                    |
| Église Saint-Marie des Anges                       | Saint-Benoît aux portes d'Avroy             | Liège-Rive gauche | 1874      | Guillemins                           | Rue Buisseret, no 1           | 50° 37′ 24,33″ N, 5° 34′ 18,27″ E |                                    |
| Basilique Saint-Martin                             | Saint-Martin                                | Liège-Rive gauche | 1542      | Saint-Laurent                        | Mont Saint-Martin, no 66      | 50° 38′ 39,62″ N, 5° 33′ 51″ E    |                                    |
| Chapelle Saint-Maurice                             | Liège-Nord                                  | Liège-Rive gauche |           | Thier-à-Liège                        | Rue Coupée                    | 50° 39′ 28,06″ N, 5° 34′ 56,16″ E |                                    |
| Église Saint-Nicolas                               | Notre-Dame des Ponts aux rives d'Outremeuse | Liège-Rive droite | 1729      | Outremeuse                           | Rue Fosse-aux-Raines, no 9    | 50° 38′ 28,42″ N, 5° 35′ 04,54″ E |                                    |
| Église Notre-Dame des Anges                        | Liège-Hauteurs                              | Liège-Rive gauche |           | Glain                                |                               |                                   |                                    |
| Église Notre-Dame du Calvaire (église annexe)      | Liège-Hauteurs                              | Liège-Rive gauche |           | Burenville                           | Rue du Calvaire, no 125       | 50° 38′ 17,44″ N, 5° 33′ 02,55″ E |                                    |
| Église Notre-Dame de Lourdes                       | Notre-Dame des Ponts aux rives d'Outremeuse | Liège-Rive droite |           | Bressoux                             |                               | 50° 38′ 31,24″ N, 5° 36′ 33,22″ E | Église Notre-Dame de Lourdes       |
| Église Notre-Dame des Lumières                     | Liège-Hauteurs                              | Liège-Rive gauche | 1976      | Glain                                |                               |                                   |                                    |
| Église Notre-Dame du Mont Carmel                   | Visé-Basse-Meuse                            | Basse-Meuse       | 1337      | Wandre (La Xhavée)                   | Rue Tesny no 128              | 50° 39′ 40,95″ N, 5° 39′ 49,1″ E  | Notre-Dame du Mont Carmel          |
| Paroisse Notre-Dame du Rosaire                     | Saint-Benoît aux portes d'Avroy             | Liège-Rive gauche | 1893      | Sclessin                             | Place Francisco Ferrer, no 40 | 50° 36′ 39,42″ N, 5° 33′ 13,33″ E |                                    |
| Église Notre-Dame du Rosaire                       | Notre-Dame des Ponts aux rives d'Outremeuse | Liège-Rive droite | 1903      | Bressoux                             | Rue Foidart                   | 50° 38′ 31,19″ N, 5° 35′ 57,03″ E | Église Notre-Dame du Rosaire       |
| Église Notre-Dame de la Visitation                 | Angleur-Chênée-Vennes                       | Liège-Rive droite |           | Grivegnée                            |                               | 50° 37′ 09,52″ N, 5° 36′ 16,34″ E | Église Notre-Dame de la Visitation |
| Église de la Paix Notre-Dame                       | Saint-Lambert au cœur de Liège              | Liège-Rive gauche | 1690      | Avroy                                | Boulevard d'Avroy, no 52      | 50° 38′ 17,33″ N, 5° 34′ 02,74″ E |                                    |
| Cathédrale Saint-Paul                              | Saint-Lambert au cœur de Liège              | Liège-Rive gauche | 972       | Quartier latin                       | Place de la Cathédrale        | 50° 38′ 24,9″ N, 5° 34′ 18,04″ E  |                                    |
| Église Saint-Pholien                               | Notre-Dame des Ponts aux rives d'Outremeuse | Liège-Rive droite | 1914      | Outremeuse                           | Place Saint-Pholien           | 50° 38′ 35,11″ N, 5° 34′ 51,72″ E |                                    |
| Église Saint-Pierre                                | Angleur-Chênée-Vennes                       | Liège-Rive droite |           | Chênée                               | Rue de l'Église               | 50° 36′ 39,78″ N, 5° 37′ 10,19″ E | Église Saint-Pierre                |
| Église Saints-Pierre-et-Paul                       | Notre-Dame des Ponts aux rives d'Outremeuse | Liège-Rive droite | 1972      | Droixhe                              | Allée Renier de Huy           | 50° 38′ 43,33″ N, 5° 36′ 13,66″ E | Église Saint-Pierre et Saint-Paul  |
| Église Saint-Remacle-au-Pont                       | Notre-Dame des Ponts aux rives d'Outremeuse | Liège-Rive droite | 1722      | Amercœur                             | Rue d'Amercœur, no 22         | 50° 38′ 13,28″ N, 5° 35′ 22,12″ E |                                    |
| Église Saint-Remi                                  | Angleur-Chênée-Vennes                       | Liège-Rive droite |           | Angleur                              | Rue de la Vaussale            | 50° 36′ 42,73″ N, 5° 35′ 58,96″ E | Église Saint-Remi                  |
| Chapelle Saint-Roch en Volière                     |                                             |                   | 1558      | Pierreuse                            | Rue Volière, no 19            | 50° 38′ 50,6″ N, 5° 34′ 17,35″ E  |                                    |
| Église Saint-Roch                                  | Alliance Jupille - Grivegnée-Hauteurs       | Liège-Rive droite |           | Jupille                              | Rue du Couvent                | 50° 38′ 33,49″ N, 5° 38′ 41,43″ E | Église Saint-Roch                  |
| Église Saint-Roch                                  | Visé-Basse-Meuse                            | Basse-Meuse       |           | Wandre (Souverain-Wandre)            | Rue de Visé no 385            | 50° 39′ 31,92″ N, 5° 39′ 06,83″ E | Saint-Roch                         |
| Église Sainte-Rosalie                              | Liège-Hauteurs                              | Liège-Rive gauche |           | Laveu                                |                               |                                   |                                    |
| Église du Sacré-Cœur                               | Alliance Jupille - Grivegnée-Hauteurs       | Liège-Rive droite |           | Grivegnée                            | Rue des Fortifications, no 23 | 50° 37′ 58,35″ N, 5° 36′ 13,49″ E | Église Sacré-cœur                  |
| Église du Sacré-Cœur                               | Angleur-Chênée-Vennes                       | Liège-Rive droite |           | Kinkempois                           | Rue des Ateliers              | 50° 36′ 39,19″ N, 5° 34′ 38,22″ E | Église Sacré-Cœur                  |
| Église du Sacré-Cœur et Notre-Dame de Lourdes      | Désacralisée                                | Désacralisée      | 1936      | Cointe                               | Rue Saint-Maur, no 93E        | 50° 37′ 11,1″ N, 5° 34′ 06,92″ E  |                                    |
| Église du Saint-Sacrement                          | Saint-Lambert au cœur de Liège              | Liège-Rive gauche | 1750      | Avroy                                | Boulevard d'Avroy, no 132     | 50° 38′ 06,52″ N, 5° 34′ 02,13″ E | Église Sacré-Cœur                  |
| Église Saint-Servais                               | Saint-Martin                                | Liège-Rive gauche | 933       | Pierreuse                            | Rue Fond Saint-Servais, no 2  | 50° 38′ 48,73″ N, 5° 34′ 15,18″ E |                                    |
| Église Sainte-Véronique                            | Saint-Benoît aux portes d'Avroy             | Liège-Rive gauche | 1847      | Avroy                                | Place Sainte-Véronique, no 20 | 50° 37′ 54,62″ N, 5° 33′ 51,85″ E |                                    |
| Église Saint-Vincent                               | Angleur-Chênée-Vennes                       | Liège-Rive droite | 1930      | Vennes (Fétinne)                     | Avenue Albert Mahiels, no 1   | 50° 37′ 21,88″ N, 5° 34′ 56,82″ E |                                    |
| Église Saint-Victor et Saint-Léonard               | Liège-Nord                                  | Liège-Rive gauche | 1903-1905 | Thier-à-Liège                        | Rue Walthère Dewé             | 50° 39′ 50,03″ N, 5° 35′ 40,7″ E  |                                    |
| Église Sainte-Walburge                             | Saint-Martin                                | Liège-Rive gauche | 1879      | Sainte-Walburge                      | Rue Sainte-Walburge, no 168   | 50° 39′ 26,93″ N, 5° 34′ 07,61″ E |                                    |

### Autres
| Nom                                                      | Culte           | Année | Quartier                   | Adresse                       | Géolocalisation                   | Illustration |
| -------------------------------------------------------- | --------------- | ----- | -------------------------- | ----------------------------- | --------------------------------- | ------------ |
| Église Saint-Alexandre Nevsky et Saint-Séraphin de Sarov | Orthodoxe russe | 1950  | Laveu                      | Rue du Laveu, no 80           | 50° 37′ 46,59″ N, 5° 33′ 12,45″ E |              |
| Église Sainte-Barbe                                      | Orthodoxe       | 1190  | Féronstrée et Hors-Château | Rue du Potay, no 7            | 50° 38′ 57,27″ N, 5° 34′ 57,28″ E |              |
| Temple protestant de Liège - Rédemption (EPUB)           | Protestantisme  | 1930  | Outremeuse                 | Quai Godefroid Kurth, no 1    | 50° 38′ 44,13″ N, 5° 35′ 11,01″ E |              |
| Synagogue de Liège                                       | Judaïsme        | 1899  | Longdoz                    | Rue Léon Frédéricq, no 19     | 50° 38′ 01,33″ N, 5° 34′ 33,88″ E |              |
| Temple antoiniste                                        | Antoinisme      | 1917  | Féronstrée et Hors-Château | Rue Hors-Château, no 17       | 50° 38′ 49,78″ N, 5° 34′ 41,52″ E |              |
| Temple protestant de Liège-Marcellis (EPUB)              | Protestantisme  | 1932  | Longdoz                    | Quai Marcellis, no 22         | 50° 38′ 03,09″ N, 5° 34′ 30,63″ E |              |
| Temple protestant de Liège Lambert-le-Bègue (EPUB)       | Protestantisme  | 1860  | Centre                     | Rue Lambert-le-Bègue, nos 6-8 | 50° 38′ 29,11″ N, 5° 33′ 51,89″ E |              |

## Édifices disparus
| Nom                                    | Année       | Démolition | Quartier | Adresse              | Géolocalisation                   | Illustration |
| -------------------------------------- | ----------- | ---------- | -------- | -------------------- | --------------------------------- | ------------ |
| Église Saint-Gangulphe                 |             |            | Centre   | Rue Saint-Gangulphe  | 50° 38′ 35,92″ N, 5° 34′ 22,94″ E |              |
| Cathédrale Notre-Dame-et-Saint-Lambert | XIIe siècle | 1794       | Centre   | Place Saint-Lambert  | 50° 38′ 42,85″ N, 5° 34′ 25,8″ E  |              |
| Église Saint-Michel En-Sauvenière      | 980         | 1824       | Centre   | Rue Haute-Sauvenière | 50° 38′ 41,99″ N, 5° 34′ 14,18″ E |              |